# Сугита, Мио
Мио Сугита (杉田 水脈 Сугита Мио , родилась 22 апреля 1967 года) — японский политик. Сугита является членом Либерально-демократической партии Японии и действующим членом Палаты представителей по пропорциональной группе от региона Тюгоку.

## Биография
Сугита окончила сельскохозяйственный факультет Университета Тоттори в 1990 году.
До того, как стать членом Либерально-демократической партии Японии, она была государственным служащим города Ниcиномия, членом Партии японского возрождения и Партии следующего поколения.
После неудачного участия в выборах 2014 года в 6-м округе префектуры Хиого (набрав наименьшее количество голосов среди всех кандидатов) в качестве члена Партии японского Кокоро, Сугита сменила партии, присоединившись к Либерально-демократической партии. Затем она баллотировалась в Пропорциональный блок Тюгоку в качестве члена либерально-демократической партии (ЛДП) и сделала её представителем без необходимости напрямую полагаться на прямые выборы.
Сугита вышла замуж в 26 лет за инженера. У них есть дочь.

## Политическая карьера

### Детские сады
В июле 2016 года Сугита написала в «Санкэй симбун» статью, в которой высказалась против увеличения числа детских садов.

### Женщины для утешения
В 2013 году Сугита присоединилась к другим членам Партии восстановления Японии Юдзуру Нишида и Хирому Накамару в Исследовательской группе по возрождению Японии, базирующейся в Лос-Анджелесе, с просьбой удалить статую в Глендейле, округ Лос-Анджелес, Калифорния. Статуя увековечивает память о 200 000 «женщин для утешения» из Кореи и других стран, «которых японские солдаты принесли в сексуальное рабство во время Второй мировой войны». Противники статуи, в том числе Сугита, заявили, что «женщины действовали добровольно», и что их число завышено. Три политика также заявили, что они хотели, чтобы министерство иностранных дел Японии отозвало извинения, сделанные в 1990-х годах, чтобы успокоить женщин.

### Дело об изнасиловании Сиори Ито
В 2018 году Сугита появилась в документальном фильме Би-би-си «Тайный позор Японии», в котором подробно рассказывалось о предполагаемом изнасиловании Сиори Иту. В интервью Сугита говорила: «В этом случае с её стороны, как женщины, были явные ошибки: так много пить перед мужчиной и терять память… в таких случаях пострадавшими являются мужчины»..
Когда газета «Майнти симбун» попросила прокомментировать документальный фильм, Сугита заявила, что фильм был отредактирован таким образом, что исказил её намерения, и она обдумывала выпуск собственной видеозаписи интервью.
Сугита подверглась критике со стороны Люлли Миуры, преподавателя из Института исследования альтернатив политики в Университете Токио, который написал: «Поведение, как будто сомнение в действиях жертвы, а не преступника, распространит заблуждение, что ничего не поделаешь, если что-то случится c женщиной, когда она напивается перед мужчиной. Кажется, есть чувство неприязни к женщинам, которые решительно разговаривают с мужчинами, что заложено в позиции Сугиты».

### ПроблемыЛГБТ
В 2015 году Сугита выступила на японском телеканале «Сакура» в телевизионной программе «Hi Izuru Kuni Yori» вместе с композитором музыки Коити Сугиямой и коллегой-политиком Кёко Накаямой, в котором она заявила, что в школах нет необходимости в просвещении на тему ЛГБТ, отвергнув опасения по поводу высокого уровня самоубийств среди сообщества. В июле 2018 года Сугита написала в журнале статью, в которой пары ЛГБТ описываются как «непродуктивные», поскольку они не могут рожать детей и следовательно, не стоят вложений налогоплательщиков. Её комментарии были осуждены видными японскими политиками, в том числе бывшим премьер-министром Японии Юкио Хатоямой, когда тысячи протестующих собрались возле штаб-квартиры Либерально-демократической партии 27 июля 2018 года, чтобы потребовать её исключения из этой партии.
Два месяца спустя группа ЛГБТ-политиков и лидеров гражданских прав потребовала, чтобы она отвечала за свои комментарии.
В сентябре 2020 года на партийном собрании правительства ЛДП участники утверждали, что Сугита заметила: «Женщины могут лгать столько, сколько захотят», во время брифинга о правительственной программе поддержки жертв сексуального насилия. Это замечание, вероятно, было связано с Шиори Ито, противоречивой фигурой из-за её обвинений в изнасиловании, которая недавно была выбрана журналом Time в качестве одного из 100 самых влиятельных людей мира 2020 года. Позже Сугита отрицала, что делал эти комментарии.

### Перестановки 2022
Сугита была назначена в правительство Фумио Кисиды парламентским вице-министром в Министерстве внутренних дел и коммуникаций в результате кадровых перестановок в августе 2022 года.

## Рекомендации
1. ↑  国会議員情報：杉田 水脈（すぎた みお）：時事ドットコム (яп.)
2. 1 2  プロフィール 杉田水脈(すぎたみお)公式webサイト
3. ↑  衆議院議員 杉田水脈(すぎたみお)公式webサイト
4. ↑  杉田 水脈 | 国会議員 | 議員情報 | 議員・役員情報 | 自由民主党 (яп.). www.jimin.jp. Дата обращения: 26 июля 2018. Архивировано 24 июля 2018 года.
5. ↑  国会議員情報：杉田 水脈（すぎた みお）：時事ドットコム. 時事ドットコム (яп.). Архивировано 4 июля 2018. Дата обращения: 26 июля 2018.
6. ↑  Japan Should Aim to Create an Independent Constitution, Not Reform the Present One | Apple Town (англ.). en.apa-appletown.com. Дата обращения: 26 июля 2018. Архивировано 26 июля 2018 года.
7. ↑  比例中国ブロック
8. ↑  杉田水脈の結婚した旦那(夫)や子供は？若い頃の顔画像や整形疑惑を調査！ (яп.). Архивировано 7 сентября 2018. Дата обращения: 7 сентября 2018.
9. ↑  INC., SANKEI DIGITAL. 【杉田水脈のなでしこリポート（８）】「保育園落ちた、日本死ね」論争は前提が間違っています　日本を貶めたい勢力の真の狙いとは…. 産経ニュース (яп.). Архивировано 23 июля 2018. Дата обращения: 26 июля 2018.
10. ↑  Mikailian, Arin. Court rules in favor of memorial to comfort women. latimes.com. Дата обращения: 26 июля 2018.
11. 1 2  Levine, Brittany (19 декабря 2013). Japanese politicians want Glendale's 'comfort women' statue removed. Los Angeles Times (англ.). Архивировано 1 октября 2017. Дата обращения: 26 июля 2018.
12. ↑  Schreiber, Mark (25 апреля 2015). U.S. towns pulled into Japanese politics. The Japan Times Online (англ.). Архивировано 26 июля 2018. Дата обращения: 26 июля 2018.
13. ↑  Japan's Secret Shame, Архивировано из оригинала 15 сентября 2019, Дата обращения: 26 июля 2018
14. ↑  Woman received death threats after accusing Japanese celebrity of rape. Mail Online. Архивировано 5 июля 2018. Дата обращения: 26 июля 2018.
15. ↑  Woman's fight highlights rape taboo in Japan. The Irish Times (англ.). Архивировано 10 июля 2018. Дата обращения: 26 июля 2018.
16. 1 2  LDP lawmaker draws fire over comment on alleged rape victim in BBC documentary. Mainichi Daily News (англ.). 7 июля 2018. Архивировано 27 июля 2018. Дата обращения: 26 июля 2018.
17. ↑  Hart, Aimee. Anti-LGBT Dragon Quest Composer Spurs Square Enix Response. Game Revolution. Дата обращения: 7 августа 2018. Архивировано 8 августа 2018 года.
18. ↑  Loveridge, Lynzee. Square Enix Responds to Dragon Quest Composer's 2015 Anti-LGBTQ Statements. AnimeNewsNetwork. Дата обращения: 7 августа 2018. Архивировано 7 августа 2018 года.
19. ↑  Japanese politician under fire for claiming LGBT couples are 'unproductive' (англ.). The Independent. Дата обращения: 26 июля 2018. Архивировано 26 июля 2018 года.
20. ↑  © ИноСМИ ru 2000-2019При полном или частичном использовании материалов ссылка на ИноСМИ Ru обязательна Сетевое издание — Интернет-проект ИноСМИ RU зарегистрировано в Федеральной службе по надзору в сфере связи. Законодателя от ЛДПЯ критикуют за статью, в которой секс-меньшинства называют «непродуктивной тратой налогов». ИноСМИ.Ru (26 июля 2018). Дата обращения: 22 июля 2019. Архивировано 22 июля 2019 года.
21. ↑  Osaki, Tomohiro (27 июля 2018). Thousands rally to protest LDP lawmaker Mio Sugita's remark calling LGBT people 'unproductive'. The Japan Times Online (англ.). Архивировано 27 июля 2018. Дата обращения: 27 июля 2018.
22. ↑  LGBT politicians seek explanation from LDP Diet member Mio Sugita after controversial commentary about same-sex couples. The Japan Times Online (англ.). 5 сентября 2018. Архивировано 7 сентября 2018. Дата обращения: 7 сентября 2018.

## внешняя ссылка
- sugitamio.net — официальный сайт Мио Сугита (яп.)